# Ivan al II-lea al Moscovei
Ivan al II-lea Ivanovici cel Drept (rusă Иван II Иванович Красный); (n. 30 martie 1326, Moscova, Cnezatul Moscovei – d. 13 noiembrie 1359, Moscova, Cnezatul Moscovei) a fost Mare Cneaz al Moscovei și Mare Cneaz al Vladimirului între 1353-1359. Până la această dată el a domnit asupra orașelor Ruza și Zvenigorod. A fost al doilea fiu al lui Ivan Kalita și l-a succedat pe fratele său Simeon cel Mândru, care a murit de ciumă.

## Domnie
După ce a succedat fratelui său, din cauza creșterii conflictului cu Hoarda de Aur, Ivan a cochetat scurt timp cu ideea de a abandona tradiționala alianță a Moscovei cu mongolii și să se alieze cu Lituania, o putere în creștere în partea de vest. Această politică a fost abandonată repede și Ivan și-a afirmat loialitatea față de Hoarda de Aur.
Contemporanii l-au descris pe Ivan ca pacifist, conducător apatic, care nu a clipit chiar și atunci când Algirdas al Lituaniei a capturat capitala socrului său, Briansk. De asemenea, el i-a permis lui Oleg din Riazan să ardă orașe aflate pe teritoriile sale. Totuși, clericii ortodocși l-au ajutat să-și consolideze puterea ca Mare Cneaz. El a primit un mare ajutor de la capabilul Alexie, Mitropolitul Moscovei.
Ca și fratele său, Ivan II nu a avut același succes ca tatăl sau bunicul său cu privire la expansiunea teritorială. Cu toate acestea, el a fost capabil să anexeze zone la sud-vest de Moscova, inclusiv zonele Borovsk și Vereia.
A fost înmormântat în Catedrala Arhanghelului Mihail din Moscova.

## Căsătorii și copii
Ivan s-a căsătorit de două ori. În 1341, Ivan s-a căsătorit cu Fedosia Dmitrievna din Briansk. Ea era fiica lui Dmitri Romanovici, Prinț de Briansk. Fedosia a murit, fără să aibă copii, în toamna anului 1342.
Ivan a rămas văduv timp de trei ani. În 1345 el s-a recăsătorit cu Alexandra Vassilievna Veliaminova. Ea era fiica lui Vasili Veliaminov, primar al Moscovei. Ei au avut cel puțin patru copii:
- Dmitri Donskoi (12 octombrie 1350 – 19 mai 1389); i-a succedat tatălui său ca Mare Cneaz al Moscovei
- o fiică căsătorită cu Prințul Bobrok de Volhinia.
- Ivan Ivanovici, Prinț de Zvenigorod (c. 1356 – octombrie 1364).
- Maria Ivanovna.